# Clintrexo Z
Clintrexo Z (né le 11 mai 2009) est un étalon de saut d'obstacles gris, inscrit au stud-book Zangersheide, monté par le cavalier allemand Christian Ahlmann. 

## Histoire

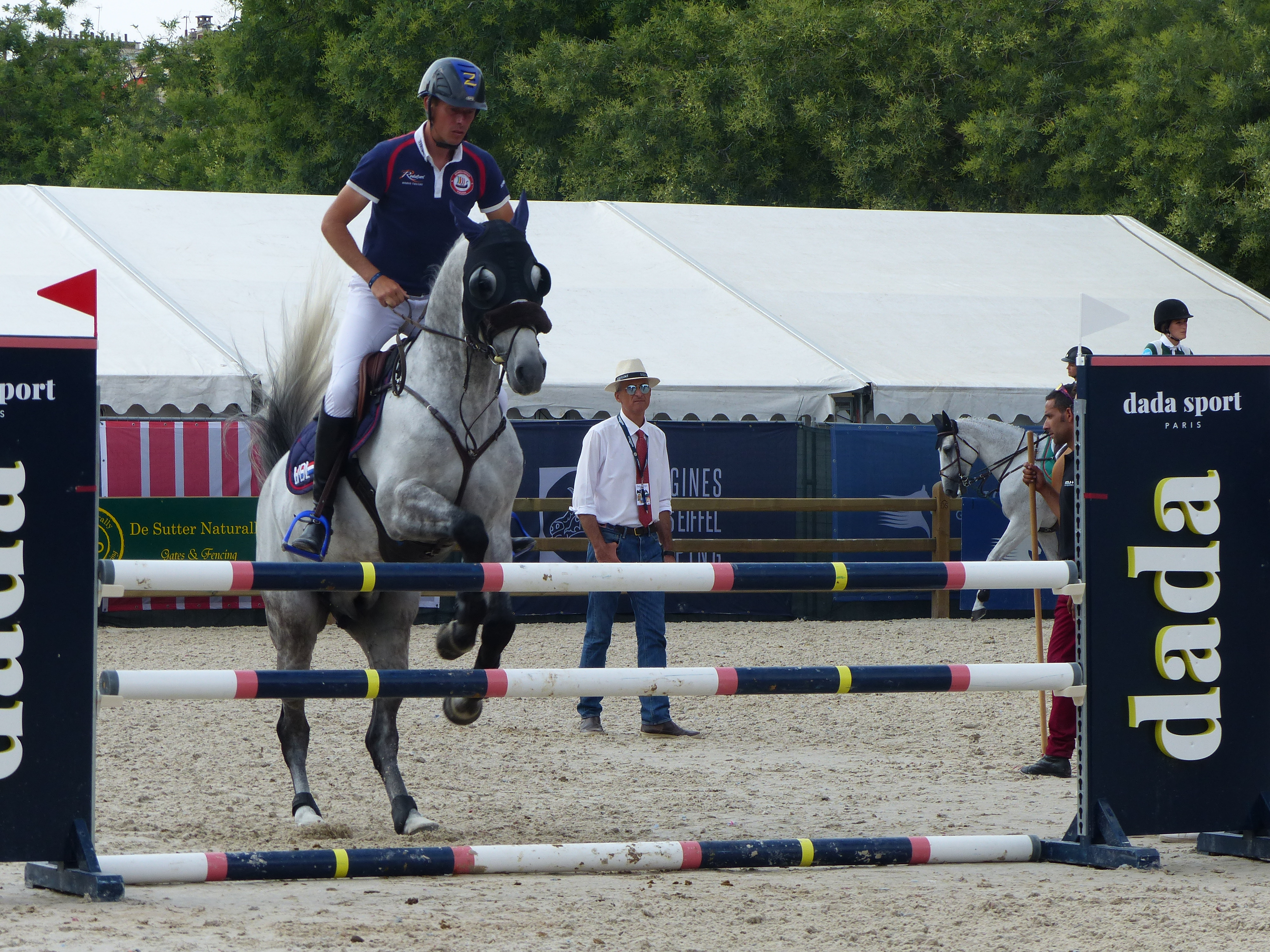
Clintrexo Z monté par Christian Ahlmann au paris Eiffel Jumping 2018

Il naît le 11 mai 2009 au haras Zangersheide de Lanaken, en Belgique. Il est monté par Kris Christiaens durant le championnat du monde des chevaux d'obstacle de 5 ans à Lanaken, en 2014. Monté par Judy-Ann Melchior entre août 2017 et février 2018, il l'est ensuite par le cavalier allemand Christian Ahlmann, dont il est la nouvelle star dans les écuries. Il remporte les Grand Prix de Wiesbaden, Münster et Malines en 2018.

## Description
Clintrexo Z est un étalon de robe grise, inscrit au stud-book Zangersheide,. Il toise 1,65 m.

## Palmarès
- 2014 : 15e individuel au championnat du monde jeunes chevaux de Lanaken[1]
- Mai 2018 : vainqueur du Grand Prix du CSI4* de Wiesbaden[1],[6]
- Juillet 2018 : 8e du Grand Prix Global Champions Tour de Chantilly ; second du Grand Prix Global Champions Tour de Berlin[1]
- Août 2018 : vainqueur du Grand Prix du CSI4* de Münster[1]
- Octobre 2018 : 6e du CSI5*-W d'Helsinki[1]
- Décembre 2018 : Vainqueur du CSI5*-W de Malines[7] ; 4e du CSI5* Coupe de Genève à 1,55 m[1]
- Février 2019 : vainqueur du Grand Prix du CSI5* de Treffen[4],[8],[3],[9].

## Origines
Clintrexo Z est un fils de l'étalon Holsteiner Clintissimo Z et de la jument Rexotta Z, par Rex Z.

## Descendance
Clintrexo Z est approuvé à la reproduction au stud-book Zangersheide depuis octobre 2012.